# Kémo (Fluss)
Der Kémo ist ein Fluss in der Zentralafrikanischen Republik.

## Verlauf
Der Fluss befindet sich in der Präfektur Kémo, die großteils mit seinem Einzugsgebiet deckungsgleich ist. Er entsteht durch den Zusammenfluss des Tomi und des Kouma und hat eine Länge von etwa 10 km.
In einigen Quellen wird der Kouma mit dem Kémo gleichgesetzt.